# Joseph Lamothe
Joseph Lamothe († 31. August 1891) war ein haitianischer General, Politiker und Präsident von Haiti.

## Biografie
Nach der Schulausbildung absolvierte er eine militärische Laufbahn und stieg bis zum General und Kommandanten der Armeeeinheiten im Département Ouest auf.
Nach dem Rücktritt von Präsident Pierre Théoma Boisrond-Canal wurde er am 17. Juli 1879 zunächst Mitglied und dann am 26. Juli 1879 Vorsitzender einer Provisorischen Regierung und damit kommissarischer Präsident von Haiti. Dieses Amt übte er bis zur Wahl von Lysius Salomon am 2. Oktober 1879 aus.